# Dallara
Dallara es una empresa de diseño y construcción de chasis de automovilismo italiana fundada por Gian Paolo Dallara. Es notable su casi total monopolio como constructor en las categorías de Fórmula 3 desde 1993. Dallara también produce los chasis que se usan en la IndyCar Series, Indy Lights, Super Fórmula, sport prototipos y Fórmula 2, entre otros.

## Historia

### Primeros años
La compañía fue fundada por el diseñador Gian Paolo Dallara en 1972 en Varano de' Melegari, cerca de Parma (Italia). Comenzó fabricando chasis para competiciones automovilísticas, sobre todo en pequeñas categorías. En 1978 la compañía se inscribió en el Campeonato de Italia de Fórmula 3 donde han dominado el campeonato casi siempre. A mediados de los 80, se inscribieron en el campeonato de Fórmula 3000.

### Participación
A lo largo de su historia la empresa Dallara ha participado en el diseño y construcción de automóviles de calle en marcas como Lancia, Alfa Romeo, Audi, Toyota y Honda.

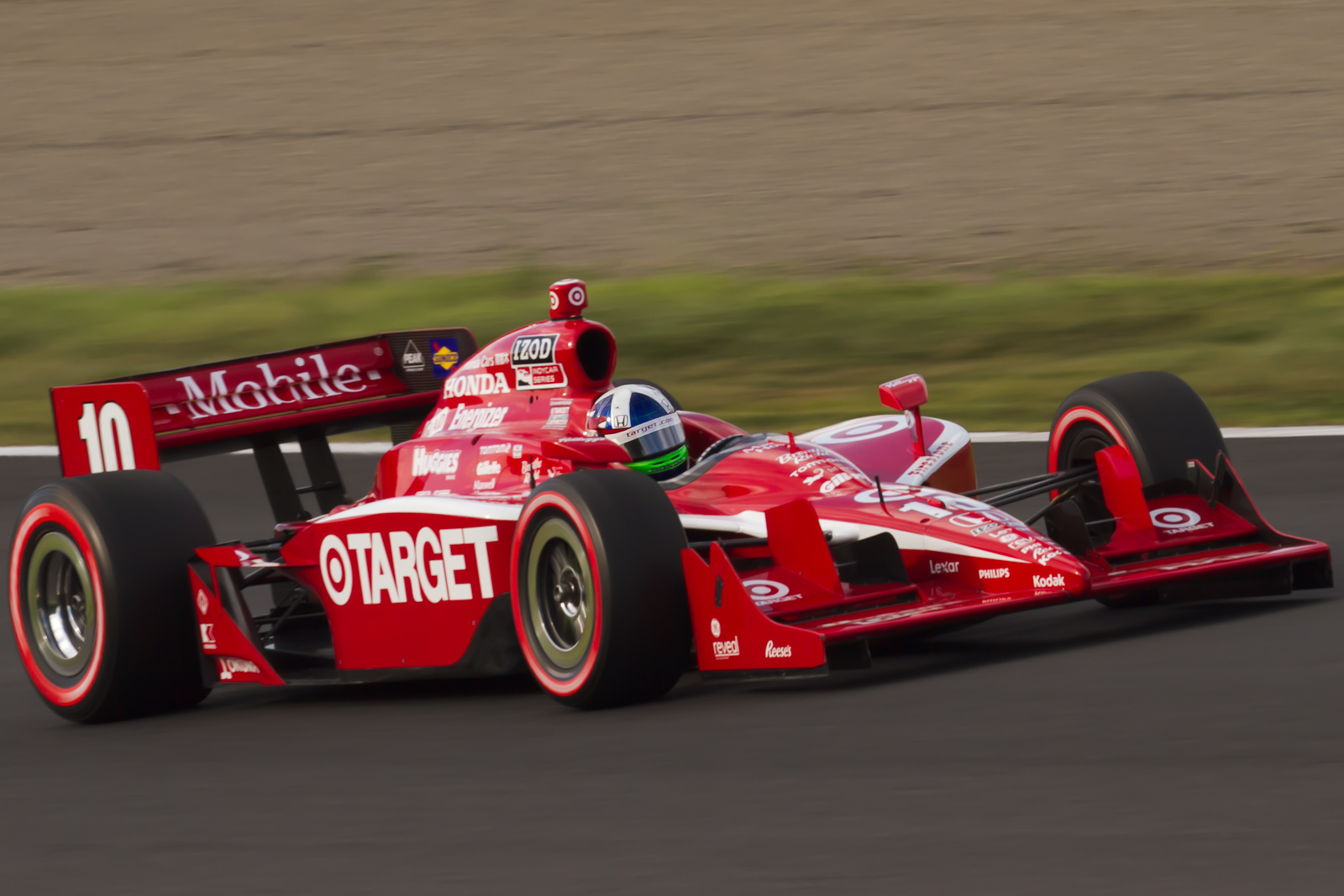
Dallara construye chasis de IndyCar desde 1993.

En materia de competición, Dallara ha creado chasis para automóviles de Fórmula 1 de las escuderías BMS Scuderia Italia Hispania y actualmente Haas.
Actualmente Dallara fabrica chasis para las siguientes competiciones: Super Fórmula, IndyCar Series, Fórmula 2, World Series by Renault, Fórmula 3, 24 Horas de Le Mans, etc. En febrero de 2005, el coche fabricado por el equipo Oreca para Le Mans fue vendido a un equipo privado para correr las 24 Horas de Daytona, y acabó ganando. Desde 2014, colabora con Spark Racing Technology en la creación de los chasis de la Fórmula E.
En 2018, Dallara trabajó en conjunto con la gente de Volkswagen para desarrollar el chasis del Volkswagen I.D. R.

## Fórmula 1

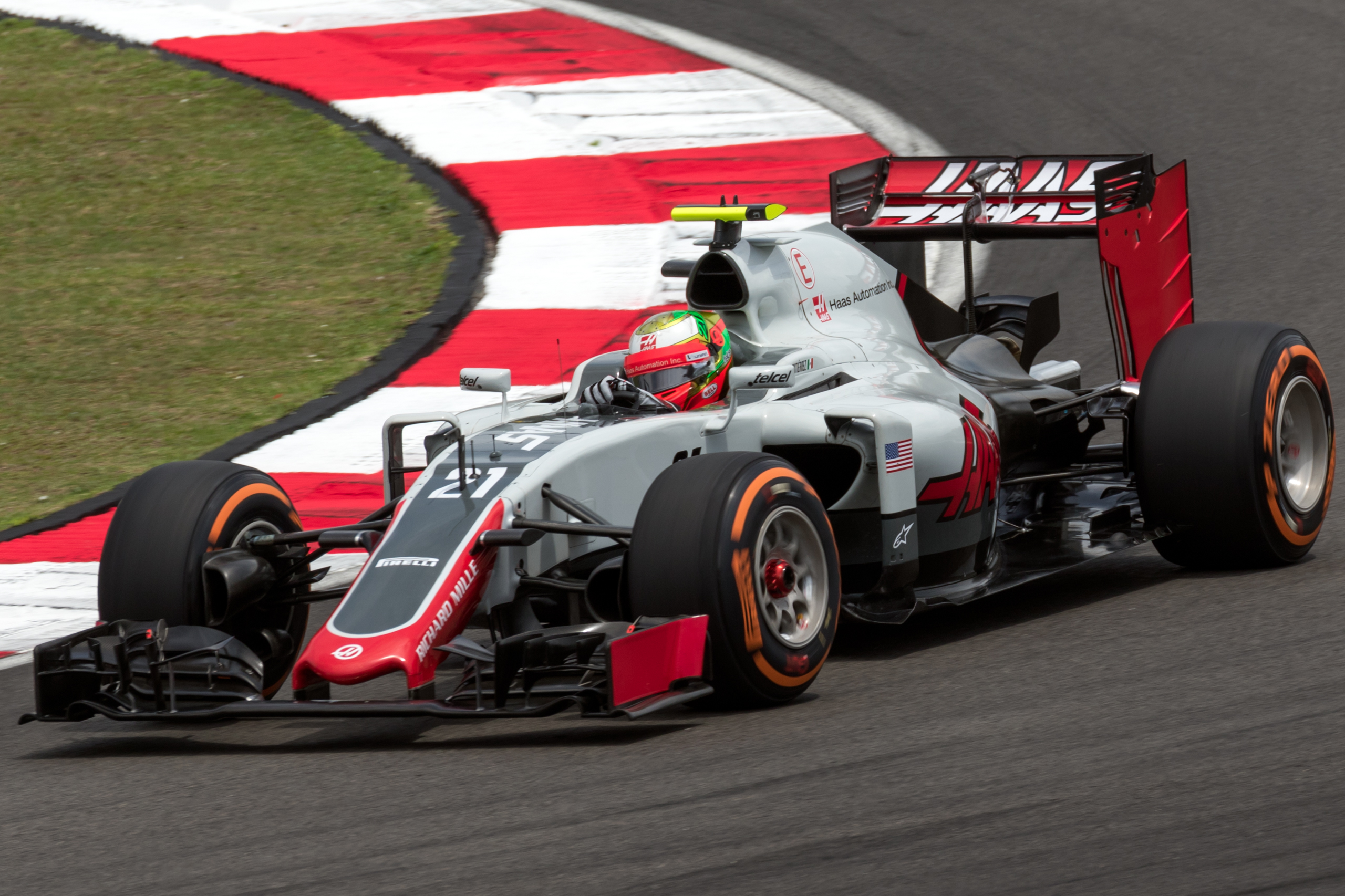
Esteban Gutiérrez con su Haas VF-16, diseñado por Dallara.

En 1988 la compañía se convirtió en constructor de Fórmula 1 al ser contratado por la BMS Scuderia Italia para que le construyera un chasis. Esta relación duró hasta 1992, siendo su mejor resultado un tercer lugar en el Gran Premio de San Marino de 1991 con J. J. Lehto. Dallara retornaría brevemente a F1 en 1998 fabricando chasis de prueba para Honda durante el camino de regreso de este fabricante a F1.
También fabricó el chasis de la escudería rusa Midland F1 Racing en el 2006 y el de la escudería española Hispania Racing Team (fundada por Adrián Campos y comprada por el empresario José Ramón Carabante) para la temporada 2010.
Para el 2016, la empresa diseña el chasis del equipo Haas F1 Team, propiedad de Gene Haas.

## Resultados

### Fórmula 1
(Clave) (negrita indica pole position) (cursiva indica vuelta rápida)

| Año     | Escudería           | Chasis    | Motor               | Neu. | N.º | Pilotos           | 1    | 2   | 3    | 4   | 5    | 6    | 7    | 8    | 9   | 10  | 11  | 12  | 13  | 14  | 15  | 16  | Puntos | Pos. |
| ------- | ------------------- | --------- | ------------------- | ---- | --- | ----------------- | ---- | --- | ---- | --- | ---- | ---- | ---- | ---- | --- | --- | --- | --- | --- | --- | --- | --- | ------ | ---- |
| 1988    | BMS Scuderia Italia | 3087 F188 | Ford DFR 3.5 V8     | G    |     |                   | BRA  | SMR | MON  | MEX | CAN  | USE  | FRA  | GBR  | GER | HUN | BEL | ITA | POR | ESP | JPN | AUS | 0      | NC   |
| 1988    | BMS Scuderia Italia | 3087 F188 | Ford DFR 3.5 V8     | G    | 36  | Alex Caffi        | DNPQ | Ret | Ret  | Ret | DNPQ | 8    | 12   | 11   | 15  | Ret | 8   | Ret | 7   | 10  | Ret | Ret | 0      | NC   |
| 1989    | BMS Scuderia Italia | F189      | Ford DFR 3.5 V8     | P    |     |                   | BRA  | SMR | MON  | MEX | USA  | CAN  | FRA  | GBR  | GER | HUN | BEL | ITA | POR | ESP | JPN | AUS | 8      | 8.º  |
| 1989    | BMS Scuderia Italia | F189      | Ford DFR 3.5 V8     | P    | 21  | Alex Caffi        | DNPQ | 7   | 4    | 13  | Ret  | 6    | Ret  | DNPQ | Ret | 7   | Ret | 11  | Ret | Ret | 9   | Ret | 8      | 8.º  |
| 1989    | BMS Scuderia Italia | F189      | Ford DFR 3.5 V8     | P    | 22  | Andrea de Cesaris | 13   | 10  | 13   | Ret | 8    | 3    | DNQ  | Ret  | 7   | Ret | 11  | Ret | Ret | 7   | 10  | Ret | 8      | 8.º  |
| 1990    | BMS Scuderia Italia | F190      | Ford DFR 3.5 V8     | P    |     |                   | USA  | BRA | SMR  | MON | CAN  | MEX  | FRA  | GBR  | GER | HUN | BEL | ITA | POR | ESP | JPN | AUS | 0      | NC   |
| 1990    | BMS Scuderia Italia | F190      | Ford DFR 3.5 V8     | P    | 21  | Gianni Morbidelli | DNQ  | 14  |      |     |      |      |      |      |     |     |     |     |     |     |     |     | 0      | NC   |
| 1990    | BMS Scuderia Italia | F190      | Ford DFR 3.5 V8     | P    | 21  | Emanuele Pirro    |      |     | Ret  | Ret | Ret  | Ret  | Ret  | 11   | Ret | 10  | Ret | Ret | 15  | Ret | Ret | Ret | 0      | NC   |
| 1990    | BMS Scuderia Italia | F190      | Ford DFR 3.5 V8     | P    | 22  | Andrea de Cesaris | Ret  | Ret | Ret  | Ret | Ret  | 13   | DSQ  | Ret  | DNQ | Ret | Ret | 10  | Ret | Ret | Ret | Ret | 0      | NC   |
| 1991    | BMS Scuderia Italia | F191      | Judd GV 3.5 V10     | P    |     |                   | USA  | BRA | SMR  | MON | CAN  | MEX  | FRA  | GBR  | GER | HUN | BEL | ITA | POR | ESP | JPN | AUS | 5      | 8.º  |
| 1991    | BMS Scuderia Italia | F191      | Judd GV 3.5 V10     | P    | 21  | Emanuele Pirro    | Ret  | 11  | DNPQ | 6   | 9    | DNPQ | DNPQ | 10   | 10  | Ret | 8   | 10  | Ret | 15  | Ret | 7   | 5      | 8.º  |
| 1991    | BMS Scuderia Italia | F191      | Judd GV 3.5 V10     | P    | 22  | J.J. Lehto        | Ret  | Ret | 3    | 11  | Ret  | Ret  | Ret  | 13   | Ret | Ret | Ret | Ret | Ret | 8   | Ret | 12  | 5      | 8.º  |
| 1992    | BMS Scuderia Italia | F192      | Ferrari 037 3.5 V12 | G    |     |                   | RSA  | MEX | BRA  | ESP | SMR  | MON  | CAN  | FRA  | GBR | GER | HUN | BEL | ITA | POR | JPN | AUS | 2      | 10.º |
| 1992    | BMS Scuderia Italia | F192      | Ferrari 037 3.5 V12 | G    | 21  | J.J. Lehto        | Ret  | 8   | 8    | Ret | 11   | 9    | 9    | 9    | 13  | 10  | DNQ | 7   | 11  | Ret | 9   | Ret | 2      | 10.º |
| 1992    | BMS Scuderia Italia | F192      | Ferrari 037 3.5 V12 | G    | 22  | Pierluigi Martini | Ret  | Ret | Ret  | 6   | 6    | Ret  | 8    | 10   | 15  | 11  | Ret | Ret | 8   | Ret | 10  | Ret | 2      | 10.º |
| Fuente: |                     |           |                     |      |     |                   |      |     |      |     |      |      |      |      |     |     |     |     |     |     |     |     |        |      |